# 와온해변

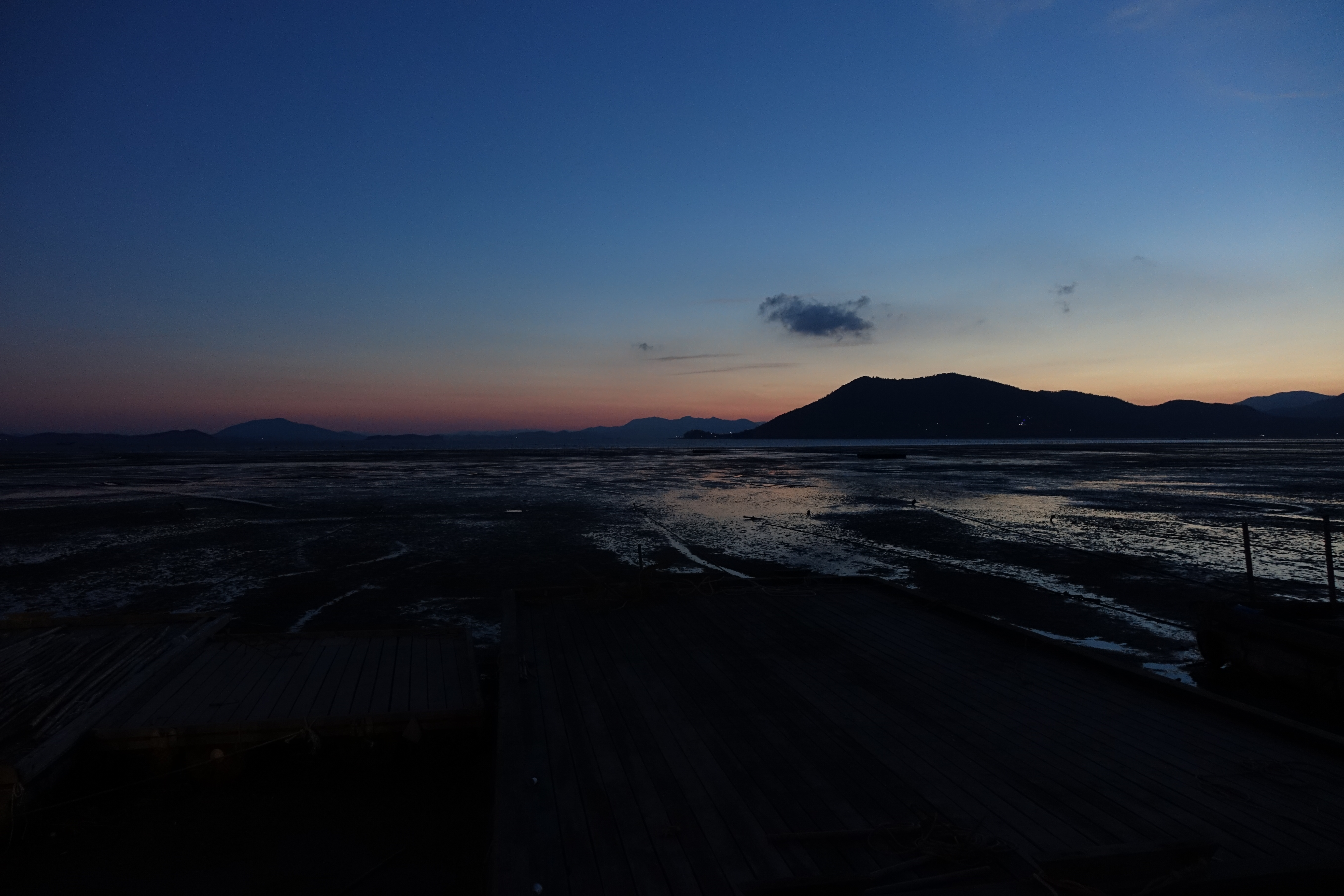
2015년 8월 전라남도 순천시 와온해변

와온해변(영어: Waon Beach, 중국어: 臥溫海邊)은 전라남도 순천시 순천만 상내리 와온마을에 있는 길이 3km의 해변이다. 동쪽으로는 여수와 남서쪽으로 고흥반도와 순천만에 인접하고 있다. 와온해변 앞바다에는 짱뚱어 새꼬막 숭어 맛조개 등 수산자원이 풍부하며 특히 꼬막 생산지로 유명하며 10월에서 5월 초가 제철이다. 썰물로 개펄이 드러나면 'S'자 모양의 길이 보인다. 개펄위에 솟은 갈대밭과 천연기념물인 흑두루미 등 순천만 특유의 풍경을 감상할 수 있다.